# Tempest (groupe sud-coréen)
Pour les articles homonymes, voir Tempest.
Tempest (coréen : 템페스트, stylisé en majuscules) est un boys band sud-coréen de K-pop formé en 2022 par Yuehua Entertainment Korea. Le groupe est composé de six membres : Hanbin, Hyeongseop, Hyuk, Eunchan, Lew et Taerae. Originellement composé de sept membres, Hwarang quitte le groupe en août 2024. 
Ils ont fait leurs débuts le 2 mars 2022, avec leur premier extended play, It's Me, It's We.

## Histoire

### Pré-début
Hyeongseop et Lew ont tous deux participé au concours de télé-réalité Produce 101 Saison 2 de Mnet en 2017. Lew a été éliminé au troisième tour à la 23e place et Hyeongseop a été éliminé dans le dernier épisode à la 16e place. Ils ont fait leurs débuts sous le nom de Hyeongseop X Euiwoong le 2 novembre 2017, avec le single It Will Be Good.
Hwarang, connue sous le nom de Song Jae-won, a participé au concours de télé-réalité Under Nineteen de MBC en 2018. Il a été éliminé dans l'épisode 12 après s'être classé 11e dans l'équipe performante et 32e au total.
Hanbin a participé au concours de télé-réalité de Mnet I-Land en 2020. Il a été éliminé dans la partie 2 et s'est classé 10e. En octobre 2020, il a organisé une réunion de fans en ligne intitulée « !00% ». En décembre 2020, il a ouvert son compte Twitter officiel et a interprété une scène d'ouverture au Big Hit NYEL Concert avec la chanson I&Credible. Le 2 juin 2021, il a été communiqué que Hanbin avait quitté Belift Lab et signé un contrat unique avec Yuehua Entertainment.

### Depuis 2022: débuts avecIt's Me, It's We,Shining UpandOn and On
Tempest devait initialement faire ses débuts le 21 février 2022, avec leur premier EP, It's Me, It's We. Cependant, le 14 février, Yuehua Entertainment a annoncé qu'il reporterait les débuts du groupe au 2 mars 2022, car les sept membres du groupe ont été testés positifs pour COVID-19. Le groupe a officiellement fait ses débuts le 2 mars 2022 avec son premier EP, It's Me, It's We.
Le groupe a fait son premier retour le 29 août 2022, avec son deuxième EP, Shining Up.
Le 22 novembre 2022, le groupe publie son troisième EP, On and On.
Le groupe a publié son quatrième EP, The Calm Before the Storm, le 17 avril 2023.

## Membres
| Nom de scène | Nom de scène | Nom de naissance | Nom de naissance | Date de naissance | Nationalité |
| Romanisé     | Coréen       | Romanisé         | Coréen           | Date de naissance | Nationalité |
| ------------ | ------------ | ---------------- | ---------------- | ----------------- | ----------- |
| Hanbin       | 한빈         | Ngô Ngọc Hưng    | 응오 응옥 흥     | 19 janvier 1998   | Vietnamien  |
| Hyeongseop   | 형섭         | Ahn Hyeong-seop  | 안형섭           | 9 août 1999       | Sud-coréen  |
| Hyuk         | 혁           | Koo Bon-hyuk     | 구본혁           | 17 avril 2000     | Sud-coréen  |
| Eunchan      | 은찬         | Choi Byeong-seop | 최병섭           | 27 février 2001   | Sud-coréen  |
| Lew          | 루           | Lee Eui-woong    | 이의웅           | 5 avril 2001      | Sud-coréen  |
| Taerae       | 태래         | Kim Tae-rae      | 김태래           | 9 mai 2002        | Sud-coréen  |

### Ancien membre
| Nom de scène | Nom de scène | Nom de naissance | Nom de naissance | Date de naissance | Nationalité | Date de départ |
| Romanisé     | Coréen       | Romanisé         | Coréen           | Date de naissance | Nationalité | Date de départ |
| ------------ | ------------ | ---------------- | ---------------- | ----------------- | ----------- | -------------- |
| Hwarang      | 화랑         | Song Jae-won     | 송재원           | 23 avril 2001     | Sud-coréen  | 11 août 2024   |

## Discographie

### Albums coréens
| Année                                                    | Titre                                | Détails                                                                   | Classements | Classements | Ventes                |
| Année                                                    | Titre                                | Détails                                                                   | COR         | JAP         | Ventes                |
| -------------------------------------------------------- | ------------------------------------ | ------------------------------------------------------------------------- | ----------- | ----------- | --------------------- |
| 2022                                                     | It’s Me, It's We                     | - Date de sortie : 2 mars 2022 - Label : Yuehua Entertainment Korea       | 2           | —           | COR : plus de 94 200  |
| 2022                                                     | Shining Up                           | - Date de sortie : 29 août 2022 - Label : Yuehua Entertainment Korea      | 2           | —           | COR : plus de 80 500  |
| 2022                                                     | On and On                            | - Date de sortie : 22 novembre 2022 - Label : Yuehua Entertainment Korea  | 1           | —           | COR : plus de 117 000 |
| 2023                                                     | The Calm Before The Storm (폭풍전야) | - Date de sortie : 17 avril 2023 - Label : Yuehua Entertainment Korea     | 4           | 41          | COR : plus de 107 000 |
| 2023                                                     | Into The Tempest (폭풍 속으로)       | - Date de sortie : 20 septembre 2023 - Label : Yuehua Entertainment Korea | 2           | —           | COR : plus de 156 000 |
| 2024                                                     | Tempest Voyage                       | - Date de sortie : 11 mars 2024 - Label : Yuehua Entertainment Korea      | 1           | —           | COR : plus de 129 000 |
| 2025                                                     | Re: Full of Youth                    | - Date de sortie : 31 mars 2025 - Label : Yuehua Entertainment Korea      | 8           | —           | COR : plus de 45 000  |
| "—" indique que l'album ne s'est pas classé dans ce pays |                                      |                                                                           |             |             |                       |

### Albums japonais
| Année | Titre      | Détails                                                       | Classements | Ventes               |
| Année | Titre      | Détails                                                       | JAP         | Ventes               |
| ----- | ---------- | ------------------------------------------------------------- | ----------- | -------------------- |
| 2024  | Bang!      | - Date de sortie : 3 avril 2024 - Label : Nippon Columbia     | 8           | JAP : plus de 12 600 |
| 2024  | Bubble Gum | - Date de sortie : 11 décembre 2024 - Label : Nippon Columbia | 13          | JAP : plus de 7 800  |

### Singles
| Année                                                      | Titre              | Classement | Album                     |
| Année                                                      | Titre              | COR        | Album                     |
| Coréens                                                    | Coréens            | Coréens    | Coréens                   |
| ---------------------------------------------------------- | ------------------ | ---------- | ------------------------- |
| 2022                                                       | Bad News           | —          | It’s Me, It's We          |
| 2022                                                       | Can’t Stop Shining | —          | Shining Up                |
| 2022                                                       | Dragon (飛上)      | —          | On and On                 |
| 2023                                                       | Dangerous (난장)   | —          | The Calm Before The Storm |
| 2023                                                       | Vroom Vroom        | —          | Into The Tempest          |
| 2024                                                       | Lighthouse         | —          | Tempest Voyage            |
| 2025                                                       | Destiny            | —          | Re: Full of Youth         |
| 2025                                                       | Unfreeze           | —          | Re: Full of Youth         |
| Japonais                                                   |                    |            |                           |
| 2024                                                       | Baddest Behavior   | —          | Bang!                     |
| 2024                                                       | Bang!              | —          | Bang!                     |
| 2024                                                       | Bubble Gum         | —          | Bubble Gum                |
| "—" indique que le single ne s'est pas classé dans ce pays |                    |            |                           |

## Récompenses et nominations
| Remise des prix                     | Année | Catégorie                      | Candidat/Travail | Ref.   |
| ----------------------------------- | ----- | ------------------------------ | ---------------- | ------ |
| Asia Artist Awards                  | 2022  | Prix Nouvelle Vague - Chanteur | Lauréat          | [ 28 ] |
| Brand Customer Loyalty Awards       | 2023  | Lauréat                        | Lauréat          | [ 29 ] |
| Brand of the Year Awards            | 2022  | Lauréat                        | Lauréat          | [ 30 ] |
| Circle Chart Music Awards (en)      | 2022  | Lauréat                        | Lauréat          | [ 31 ] |
| Genie Music Awards (en)             | 2022  | Lauréat                        | Lauréat          | [ 32 ] |
| Hanteo Music Awards (en)            | 2023  | Lauréat                        | Lauréat          | [ 33 ] |
| Hanteo Music Awards (en)            | 2023  | Lauréat                        | Lauréat          | [ 33 ] |
| Hanteo Music Awards (en)            | 2023  | Lauréat                        | Lauréat          | [ 33 ] |
| Prix de la première marque coréenne | 2023  | Lauréat                        | Lauréat          | [ 34 ] |
| Prix MAMA                           | 2022  | Nomination                     | Lauréat          | [ 35 ] |
| Prix MAMA                           | 2022  | Nomination                     | Lauréat          | [ 35 ] |
| Prix de la musique de Séoul         | 2023  | Nomination                     | Lauréat          | [ 36 ] |
| Prix de la musique de Séoul         | 2023  | Nomination                     | Lauréat          | [ 36 ] |
| Prix de la musique de Séoul         | 2023  | Nomination                     | Lauréat          | [ 36 ] |
| Prix de la musique de Séoul         | 2023  | Lauréat                        | Lauréat          | [ 37 ] |